# Wilder Cartagena
Wilder José Cartagena Mendoza (* 23. September 1994 in Chincha Alta) ist ein peruanischer Fußballspieler. Er nahm an der Fußball-Weltmeisterschaft 2018 in Russland teil.

## Karriere

### Verein
Cartagena begann seine fußballerische Laufbahn in den Jugendmannschaften von Alianza Lima. 2012 rückte er in die erste Mannschaft auf und gab am 29. Juli 2012 sein Debüt in der Torneo Descentralizado gegen Juan Aurich.
Anfang 2014 wurde er zu Vitória Setúbal transferiert, bekam jedoch keinen Einsatz in einem Pflichtspiel. Er kehrte 2015 wieder nach Peru zurück und setzte seine Karriere bei Universidad de San Martín fort.
Danach schloss er sich für zwei Jahre dem mexikanischen Klub CD Veracruz an. 2019 kehrte er nach Lima zurück und spielte ein Jahr erneut für Alianza. Er gewann mit dem Klub die Halbjahreswertung Torneo Clausura und qualifizierte sich für die Play-offs, an deren Ende er peruanischer Vizemeister wurde. 2020 wechselte er zu dem argentinischen Klub CD Godoy Cruz.
Am 28. Juli 2021 unterschrieb Cartagena einen Vertrag bis zum 30. Juni 2023 bei Al-Ittihad aus den Vereinigten Arabischen Emiraten. Von Oktober 2022 bis Ende des folgenden Jahres war er an Orlando City SC verliehen. Danach wurde er fest von Orlando verpflichtet.

### Nationalmannschaft
2013 nahm Cartagena an der U-20-Südamerikameisterschaft teil, verpasste mit seinem Team jedoch knapp die Qualifikation für die U-20-Weltmeisterschaft 2013.
Er debütierte 2017 in der peruanischen Nationalmannschaft und wurde in das peruanische Aufgebot für die Fußball-Weltmeisterschaft 2018 in Russland berufen. Bei diesem Turnier kam er im letzten Vorrundenspiel gegen Australien zum Einsatz, als er in der 79. Spielminute für André Carrillo eingewechselt wurde.
Bei der Copa América 2021 gehörte Cartagena ebenfalls dem peruanischen Kader an und wurde im Laufe des Turniers in vier Partien eingewechselt.